# خط سبز (اسرائیل)

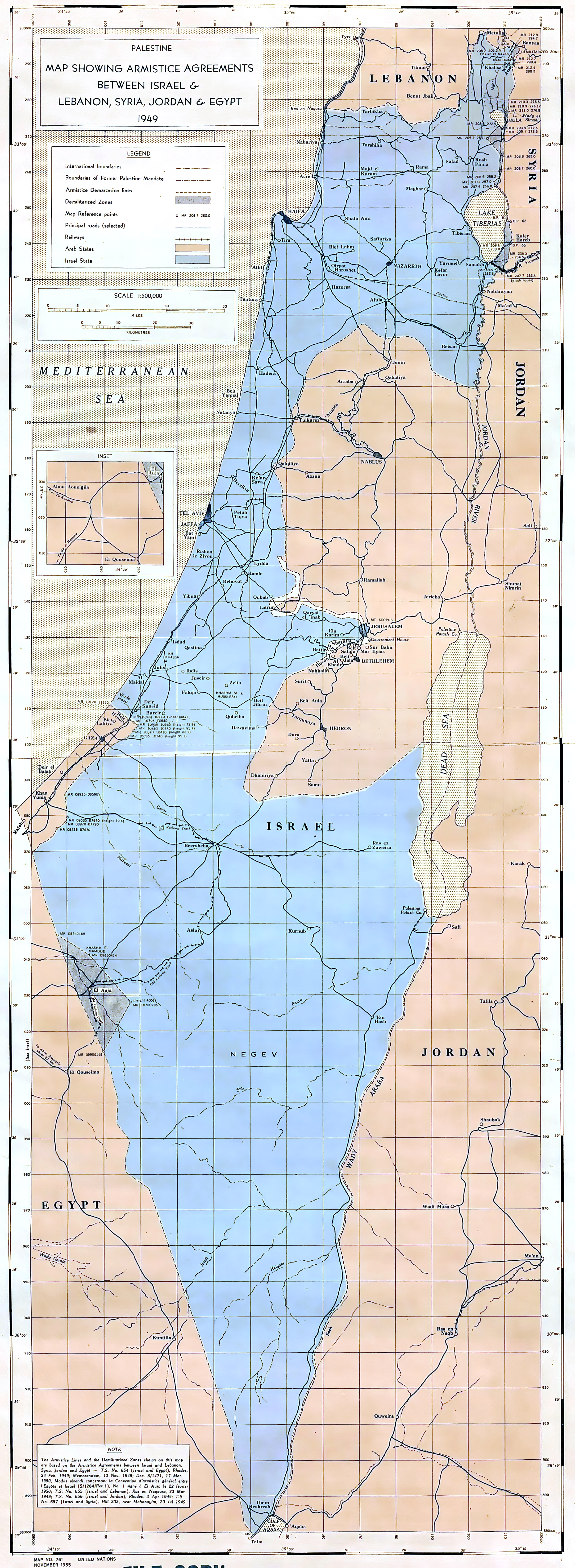
نقشه ۱۹۵۵ سازمان ملل متحد که توافقنامه‌های آتش‌بس را نشان می‌دهد.

خط سبز یا مرز آتش‌بس ۱۹۴۹، یک خط مرزی است که در قراردادهای آتش‌بس سال ۱۹۴۹ بین ارتش اسرائیل و ارتش همسایگانش (مصر، اردن، لبنان و سوریه) بعد از جنگ ۱۹۴۸ اعراب و اسرائیل ایجاد شد. این مرز عملاً از سال ۱۹۴۹ تا جنگ شش‌روزه در سال ۱۹۶۷ مرزهای اسرائیل را تعیین می‌کرد و همچنان مرزهای شناخته شده بین‌المللی اسرائیل با فلسطین (کرانه باختری و نوار غزه) را نشان می‌دهد.
خط سبز به عنوان یک خط تعیین مرز موقت و نه یک مرز دائمی تعیین شد. توافق‌نامه‌های آتش‌بس سال ۱۹۴۹ (با تأکید اعراب) به وضوح بیان می‌کردند که این توافقات برای تعیین مرزهای دائمی طراحی نشده‌اند. به عنوان مثال، در توافق‌نامه بین مصر و اسرائیل ذکر شده که «خط تعیین آتش‌بس به هیچ وجه نباید به عنوان یک مرز سیاسی یا سرزمینی تعبیر شود و بدون تعصب نسبت به حقوق، ادعاها و مواضع هر یک از طرفین در رابطه با حل و فصل نهایی مسئله فلسطین ترسیم شده است.» مفاد مشابهی در توافق‌نامه‌های آتش‌بس با اردن و سوریه نیز آمده است، اما توافق‌نامه با لبنان چنین مواردی را شامل نمی‌شد و به عنوان مرز بین‌المللی بین اسرائیل و لبنان در نظر گرفته شد، فقط نیروها ملزم بودند به مرز اسرائیل و لبنان عقب‌نشینی کنند.
خط سبز اغلب به عنوان "مرزهای قبل از ۱۹۶۷" یا "مرزهای ۱۹۶۷" توسط بسیاری از نهادهای بین‌المللی و رهبران ملی، از جمله رئیس‌جمهور پیشین ایالات متحده باراک اوباما، رئیس‌جمهور فلسطین محمود عباس، سازمان ملل متحد در متون غیررسمی و در متن قطعنامه‌های مجمع عمومی سازمان ملل متحد، نام برده می‌شود. نام "خط سبز" از جوهر سبزی که برای رسم این خط روی نقشه در مذاکرات آتش‌بس استفاده شده بود، گرفته شده است. پس از جنگ شش روزه، مناطقی که اسرائیل خارج از خط سبز تصرف کرده بود به نام‌های شرق بیت‌المقدس، کرانه باختری، نوار غزه و بلندی‌های جولان شناخته شدند. این مناطق معمولاً به عنوان سرزمین‌های اشغالی اسرائیل شناخته می‌شوند.
یکی از مناطقی که در جریان جنگ شش روزه توسط اسرائیل تصرف شد، شبه‌جزیره سینا بود. این منطقه بعداً به عنوان بخشی از پیمان صلح ۱۹۷۹ به مصر بازگردانده شد. در حالی که سایر مناطق اشغالی همچنان تحت کنترل اسرائیل باقی ماندند و موضوع مذاکرات و منازعات طولانی مدت بین‌المللی قرار گرفتند. خط سبز همچنان به عنوان مرزی غیررسمی و مورد مناقشه در بسیاری از مسائل سیاسی و دیپلماتیک منطقه‌ای در خاورمیانه مطرح است.

## تاریخچه
خط سبز به خطوط تعیین مرز اشاره دارد، نه مرزهای دائمی، بین نیروهای اسرائیل و همسایگان آن. همه حرکات عبوری از این خطوط ممنوع و توسط سازمان نظارت بر آتش‌بس سازمان ملل متحد نظارت می‌شد. این اصطلاح معمولاً برای اشاره به مرز بین اورشلیم تحت کنترل اردن و کرانه باختری و اسرائیل به کار می‌رود. ترسیم خط سبز به‌طور کامل جایگزین خطوط تقسیم‌بندی شده در طرح تقسیم‌بندی سازمان ملل در سال ۱۹۴۷ شد، طرحی که اسرائیل در اعلامیه استقلال خود آن را پذیرفته بود. رهبران فلسطینی و عرب به‌طور مکرر هرگونه تقسیم دائمی فلسطین تحت قیمومت را رد کرده بودند.
در سال ۱۹۶۷، پس از اینکه اسرائیل تمامی سرزمین‌های فلسطین تحت قیمومت، به جز امارت شرق اردن، و همچنین مناطق دیگر را تصرف کرد، خطوط تعیین مرز از نظر نظامی بی‌اهمیت شدند و وضعیت خط سبز نامشخص باقی ماند. با این حال، اسرائیل همواره به‌طور رسمی استدلال می‌کرد که خط سبز هیچ اهمیت قانونی ندارد، اما این خط از نظر سیاسی، حقوقی و اداری همچنان مهم بود. اسرائیل سرزمین‌های خارج از خط سبز را به عنوان مناطق اشغالی در نظر می‌گرفت و آنها را وارد سیستم‌های سیاسی و اداری غیرنظامی خود نمی‌کرد. این مناطق تحت مدیریت نظامی اسرائیل یا بعدها توسط تشکیلات خودگردان فلسطین اداره می‌شدند. تابعیت بر اساس محل اقامت و وضعیت پناهندگی افراد نیز با توجه به خط سبز تعیین می‌شد.
یکی از استثناهای این وضعیت، گسترش مرزهای شهرداری اورشلیم در سال ۱۹۸۰ بود. با وجود اینکه اورشلیم بخشی از سرزمین‌های خارج از خط سبز بود که تا سال ۱۹۶۷ تحت حاکمیت اردن قرار داشت، اسرائیل اورشلیم را «کامل و متحد» به عنوان پایتخت خود طبق قانون اساسی اورشلیم ۱۹۸۰ اعلام کرد. این ادعا توسط هیچ کشوری یا شورای امنیت سازمان ملل به رسمیت شناخته نشده است. خط سبز همچنان به‌طور نظری اورشلیم را در مرز اورشلیم شرقی تقسیم می‌کند. بلندی‌های جولان نیز به عنوان استثنایی دیگر، به‌طور غیررسمی توسط اسرائیل تحت قانون بلندی‌های جولان ۱۹۸۱ ضمیمه شد، که شورای امنیت سازمان ملل آن را باطل و فاقد اثر قانونی بین‌المللی اعلام کرد.

## تأثیرات
بخش‌هایی از خط سبز که مرزهای اسرائیل، کرانه باختری و نوار غزه را تعیین می‌کند، از مناطق پرجمعیت عبور می‌کنند. این خط با جبهه نظامی جنگ ۱۹۴۸ مطابقت دارد و در حالی که ملاحظات نظامی اصلی‌ترین عامل تعیین‌کننده مکان آن بود، به زودی مشخص شد که در بسیاری از نقاط، شهرها و روستاها را تقسیم کرده و کشاورزان را از زمین‌هایشان جدا می‌کند. در نتیجه، خط سبز دستخوش تغییرات جزئی شد و برای حرکت محدود در برخی مناطق ترتیبات ویژه‌ای اتخاذ شد.
شهر اورشلیم به دو بخش اورشلیم شرقی و غربی تقسیم شد. به عنوان مثال، روستای بارتا با توجه به اشتباهاتی در نقشه‌برداری، به‌طوری تقسیم شد که یک سوم آن در سمت اسرائیل و دو سوم دیگر در خارج از آن قرار گرفت. همچنین، در مارس ۱۹۴۹، پس از خروج نیروهای عراقی و تحویل موقعیت‌های آن‌ها به لژیون اردن، اسرائیل عملیات «شین-تاو-شین» را اجرا کرد که به این کشور اجازه داد در توافقی مخفی، خط آتش‌بس در منطقه وادی عاره در شمال کرانه باختری را مجدداً مذاکره کند.
در طول جنگ ۱۹۴۷–۱۹۴۸، یهودیانی که در شرق خط سبز سکونت داشتند، از جمله ساکنان محله یهودی اورشلیم قدیم، توسط اردنی‌ها اسیر شدند. تقریباً تمام مدافعان گوش عتصیون کشته شدند. پس از جنگ، اسرا به اسرائیل بازگردانده شدند. در ۸ ژوئیه ۱۹۴۸، ساکنان یهودی کفار داروم و نهرایم به دلیل فشارهای نظامی مصر و اردن، توسط اسرائیل تخلیه شدند. اسرائیل همچنین از روستاهایی در جلیل علیا لبنان خارج شد و سوریه نیز از مشمار هیرادن عقب‌نشینی کرد.
پس از پیروزی اسرائیل در جنگ شش روزه، این کشور شهرک‌هایی را در جنوب و شرق خط سبز ایجاد کرد. این اقدامات به شدت توسط سایر کشورها مورد انتقاد قرار گرفت. بسیاری از اسرائیلی‌ها معتقدند که این شهرک‌ها از نظر امنیتی برای اسرائیل حیاتی هستند و از آن‌ها به‌طور ایدئولوژیک حمایت می‌کنند، در حالی که برخی دیگر این شهرک‌ها را باری اقتصادی و مانعی برای صلح می‌دانند.
از اوت تا سپتامبر ۲۰۰۵، اسرائیل طرح خروج یک‌جانبه را اجرا کرد و تمام جمعیت یهودی نوار غزه تخلیه شد. در سال ۲۰۰۶، اهود اولمرت طرحی به نام «همگرایی» پیشنهاد کرد که خواستار خروج یک‌جانبه اسرائیل از بخش بزرگی از کرانه باختری در صورت لزوم بود.
اکثریت اعراب فلسطینی در سمت اسرائیلی خط سبز در جریان جنگ ۱۹۴۸ فرار کردند یا اخراج شدند (حدود ۷۲۰٬۰۰۰ نفر). آن‌هایی که باقی ماندند به شهروندان اسرائیل تبدیل شدند و اکنون حدود ۲۰ درصد از جمعیت کل اسرائیل را تشکیل می‌دهند. منطقه «مثلث» که شامل ام‌الفحم، باقه‌الغربی و طیره است، ابتدا تحت صلاحیت اردن قرار گرفت، اما اسرائیل به دلایل نظامی و استراتژیک اصرار داشت که این منطقه در سمت اسرائیلی خط سبز باشد. برای دستیابی به این هدف، توافق تبادل اراضی انجام شد.
در جنگ شش روزه، اسرائیل سرزمین‌هایی را در خارج از خط سبز که بیش از یک میلیون فلسطینی عرب، از جمله پناهندگان جنگ ۱۹۴۷–۱۹۴۹، در آن سکونت داشتند، تصرف کرد. خط سبز همچنان به‌عنوان مرز اداری بین این مناطق و سرزمین‌های داخل خط سبز باقی ماند (به جز اورشلیم).
در سال ۱۹۶۷، اسرائیل، اورشلیم شرقی را ضمیمه کرد و به ساکنان عرب آن وضعیت اقامت دائم داد. آن‌ها همچنین حق داشتند برای شهروندی اسرائیل درخواست کنند. در داخل اسرائیل، این کشور تلاش کرد وضعیت اورشلیم شرقی را به‌عنوان بخشی از اسرائیل تأکید کند و این مسئله را در قانون اساسی اورشلیم در سال ۱۹۸۰ ذکر کرد. قطعنامه ۴۷۸ شورای امنیت سازمان ملل این قانون را باطل اعلام کرد و هیچ کشوری این وضعیت را به رسمیت نشناخته است.
در سال ۱۹۸۱، کنست قانون بلندی‌های جولان را تصویب کرد که به‌طور ضمنی حاکمیت اسرائیل بر بلندی‌های جولان را گسترش داد. این اقدام به عنوان واکنشی به تحریکات سوریه و همچنین فروش AWACS توسط ایالات متحده به عربستان سعودی در نظر گرفته شد. این قانون به‌طور گسترده به عنوان الحاق غیررسمی تلقی شد و توسط ایالات متحده و شورای امنیت سازمان ملل در قطعنامه ۴۹۷ محکوم شد.
در اکتبر و نوامبر ۱۹۶۷، کابینه امنیتی اسرائیل تصمیم گرفت که خط سبز را از نقشه‌های رسمی حذف کند. این تصمیم به عنوان «بسیار محرمانه» طبقه‌بندی شد و سانسور رسانه‌ای اعمال شد. چاپ نقشه‌های جدید تا پایان جلسه مجمع عمومی سازمان ملل متحد به تعویق افتاد. در نتیجه این تصمیم، نقشه‌های رسمی اسرائیل خط سبز و خط آتش‌بس با مصر را حذف کردند و خطوط آتش‌بس با اردن و لبنان به عنوان خطوط آتش‌بس مجدد برچسب‌گذاری شدند.
در سال ۲۰۲۲، شهرداری تل‌آویو-یافا نقشه‌هایی را به مدارس خود ارسال کرد که خط سبز را نشان می‌داد، برخلاف رویه‌های معمول. شهردار تصمیم خود را این‌گونه توضیح داد: «برای ما مهم است که دانش‌آموزان مرزهای حاکمیتی اسرائیل و واقعیت پیچیده مناطقی که شهروندان یهودی اسرائیل و اعراب تحت کنترل تشکیلات خودگردان فلسطین در کنار هم زندگی می‌کنند را بشناسند.»

## درگیری فلسطین و اسرائیل
در دسامبر ۱۹۶۹، ویلیام پی. راجرز، وزیر امور خارجه آمریکا، اظهار داشت که «هرگونه تغییر در خطوط آتش‌بس ۱۹۴۹ نباید بر مبنای فتح و پیروزی نظامی باشد و باید به تغییرات جزئی که برای امنیت متقابل ضروری است، محدود شود. ما از توسعه‌طلبی حمایت نمی‌کنیم.» در پاسخ، پروفسور حقوق دانشگاه هاروارد، استیون ام. شوبل، استدلال کرد که اصلاحات در خطوط آتش‌بس ۱۹۴۹ بین دولت‌هایی که در قلمرو سابق فلسطین حضور داشتند، قانونی است، چه این تغییرات جزئی برای امنیت مشترک باشد یا اصلاحات گسترده‌تر، مانند به رسمیت شناختن حاکمیت اسرائیل بر تمام اورشلیم.
مسئله اینکه آیا اسرائیل باید نیروها و جمعیت خود را به سمت خطوط سبز بازگرداند یا خیر، همچنان موضوع بحث‌برانگیزی در مذاکرات پیرامون درگیری اسرائیل و فلسطین است. اجماعی جهانی در مجمع عمومی سازمان ملل وجود دارد که اسرائیل باید به طرف خود از خط سبز بازگردد. این دیدگاه در قطعنامه ۲۴۲ شورای امنیت سازمان ملل متحد نیز مورد تأکید قرار گرفته است. این قطعنامه به عنوان پایه‌ای برای تفسیر حقوق بین‌الملل در مورد سرزمین‌های فلسطینی شناخته شده است، اگرچه اسرائیل با آن مخالفت کرده است.
فلسطینی‌ها در رسم خط سبز دخیل نبودند و قطعنامه ۲۴۲ شورای امنیت را رد کردند، زیرا این قطعنامه خواستار تشکیل دولت مستقل فلسطینی نبود و آن‌ها را تنها به عنوان پناهنده معرفی کرده بود. از دهه ۱۹۷۰ به بعد، بخش‌های زیادی از سازمان آزادی‌بخش فلسطین (PLO) خط سبز قبل از ژوئن ۱۹۶۷ را به‌عنوان مبنایی برای تشکیل دولت فلسطینی پذیرفتند. حتی برخی از عناصر حماس نیز در سال ۲۰۰۸ به پیشنهاد دو کشور بر اساس خطوط سبز پیش از ۱۹۶۷ اشاره کردند.